# Пейчиново
Пейчѝново е село в Северна България. То се намира в община Бяла, област Русе.

## География
Селото е разположено приблизително на 14 km от общинския център град Бяла и 60 km от областния център Русе. То е на 50 km от Свищов и е било в пределите на Свищовски окръг до 1934 г., когато със закриването на окръзите преминава към Русенска област, околия Бяла.

## История
По време на османското владичество населението на селото е мюсюлманско. Първите български християнски семейства се заселват тук след Кримската война, а останалите – след Руско-турската война от 1877 – 1878 г., когато старите жители с турско самосъзнание се изселват. Преселниците са главно от Търновския, Габровския и Севлиевския Балкан, което е отразено и в някои фамилни имена от селото. Езикът, битът, обичаите, стопанската терминология и т.н. в Пейчиново са типично балканджийски и се отличават силно от онези на т.нар. хърцои в селата на север. Близките роднинства на пейчиновци в миналото са били преди всичко със съседното, също балканджийско с. Страхилово. През първата половина на XX в. много жители от Пейчиново отиват на гурбет, преди всичко като градинари, в Австро-Унгария (в дн. Австрия, Унгария, Чехия, Словакия, Хърватия), както и в Австралия, предимно в гр. Аделаида. Други работят в мините в Перник, а в по-ново време се установяват в Бяла, Русе, Горна Оряховица, В. Търново, София и др.
Името на селото до 1934 година е Бурумлий, след което е прекръстено на Пейчиново. В селото има оземлен и заселен войник участник в победната Сръбско-българска война след съединението на Княжество България и Източна Румелия през 1885 г. При избухването на Балканската война в 1912 година, един човек от Бурумлий е доброволец в Македоно-одринското опълчение. Това е Лазар Недев Иванов, убит на 10 октомври 1912 година при село Ереклер, околия Лозенградска и там е погребан. Бил е на 25 години и е оставил семейство и малко дете, за да се запише доброволец. Няма паметник или възпоменателна плоча на негово име в село Пейчиново. Има и участник от селото в Първата световна война като артилерист, ранен от шрапнел при пробива на македонския фронт в 1918 г. На 6 октомври 1944 г. след смяната на властта е убит местният свещеник Иван Калинов Владов.
До 1960 г. миграцията в Пейчиново е незначителна, но предпоставките за разрастването ѝ са налице и се дължат на лошото и недалновидно управление на селото. Хората се разделят на класов принцип, дават се лоши характеристики на почти всички младежи, решили да учат в професионални училища и университети. Така селото постепенно се лишава от най-големият си капитал – високообразованата интелигенция. До към 1960 г. на „движение“ пред черквата излизат стотици младежи, почти всяка седмица се правят забави, театрални представления и концерти, по време на сватби и празници на площада се извиваха големи хорà. В по късните години обаче липсата на подходяща работа обезлюдява селото. Сериозен опит за преодоляване на миграцията е направен от кмета Василка Панайотова: асфалтират се улиците, създава се парка и е построен машиностроителен цех за зъбни колела. Цехът е открит през 1986 г. от кмета Панайотова и инж. Иван Иванов, тогава директор на Институт по зъбни колела в Русе, роден в Пейчиново. Ръководството на цеха и висшестоящата му организация в Русе са хора от Пейчиново. В цеха работят към 25 работници, които получават високи заплати и добри социални придобивки, като безплатна почивка на море на целите им семейства, пари за безплатна закуска на децата им и др. От Министерския съвет се утвърждава терен и се изготвя проект за строителство на малък завод за зъбни колела източно от стадиона, където започват изкопни работи. Строежът обаче е спрян по решение на ГК на БКП в Бяла, защото щяло да се попречи на селскостопанската работа в селото и се отнемали работници на завод „Модул“ в Бяла. Работещият цех се приватизира от чуждестранен инвеститор, който уволнява работниците, изнася и разпродава в съседна държава новите металообработващи машини на цеха. Така е ликвидиран единственият шанс за индустриално производство и съхраняване на селото. Много специалисти и работници от Пейчиново изгубват възможността за реализация в родното си място. След 1989 г. селото бързо обезлюдява.

## Културни и природни забележителности
Два камъка с барелефи и надписи вероятно от римско време и с голяма историческа стойност, до към 1960 г. са изложени в с. Пейчиново. Камъните са с размери приблизително: дължина 220 см, ширина 100 см и дебелина 40 см. Единият камък е изложен в центъра на селото, успоредно на пътното платно на тротоара пред църквата. Камъкът е бил положен легнал на дългата си странична стена и наклонен назад под около 40 градуса. По лицевата си част този камък е богато инкрустиран по краищата, а в средата ѝ на шлифовано поле с едри красиво изписани букви има надпис вероятно с голяма историческа стойност. Този камък около 1960 г. по нечие нареждане е взет от селото и сега е разположен в Музея на Освободителната война в град Бяла. Другият камък със същите размери, е бил разположен близо до кладенеца, където сега е паркът в долната махала на селото. През голямото наводнение през 1929 г. камъкът е бил разцепен на две приблизително по средата и е завлечен от пороя на около 30 м на изток. По-късно двете му половини са били старателно монтирани с минимална фуга между тях и дълги години е бил разположен легнал на около 4 м вдясно от моста над дерето до парка. Лицевата страна и на този камък е богато инкрустирана по краищата с надпис върху шлифовано поле. Интересното на този камък е, че на около 60 см в единия му край има красиво изработен семеен барелеф на мъж, жена и двете им деца. В селото се носи мълвата, че това е надгробен паметник на важна царствена особа. По-важната половина от камъка с част от надписа сега е разположена близо до общината на Пейчиново, изправена с барелефа нагоре и е подпряна отзад с бетонова подпора, а другата му половина предстои да се проучи къде е. Тези ценни исторически паметници вероятно са били надгробни плочи на исторически личности, а надписите върху тях описват важни исторически събития, свързани с местността и района на с. Пейчиново. Съществуват проучвания на БАН, съгласно които в района на Пейчиново са оземлени знатни римски пълководци и че двата камъка с барелефи и надписи са надгробни плочи на такива хора.
През 1932 г. край селото в глинесто пясъчна почва е открит бивник на мамут, който по-късно е преместен в София и понастоящем се намира в Природонаучния музей.
На центъра от предната страна на кметската сграда има паметник на победата над фашизма.

## Личности
С произход от Пейчиново са: 1 професор, 1 доцент, 4 души с докторска научна степен.
Родени в Пейчиново
- Иван Катранов (1854 – 1936) – български опълченец
- Лазар Недев Иванов, македоноодрински опълченец. Участник в Балканската война 1912 година. Убит на 10 октомври 1912 година при село Ереклер, околия Лозенградска и там е погребан.[3]
- Пламен Павлов – български историк, професор и телевизионен водещ